# Zupanič
Zupanič je priimek več znanih Slovencev:
- (Davorin Zupanič, tudi Županič, Županić) (1912—1983), dirigent in glasbeni urednik
- Erik Zupanič (*1978), fizik
- Franc Zupanič (*1966), metalurg, prof. FS UM
- Ivo Zupanič (1890—1986), agronom, vinogradniški in vinarski strokovnjak
- Irena Zupanič Pajnič, biologinja
- Katja Zupanič (*1974), zgodovinarka, arhivistka (Ptuj)
- Jelka Zupanič, novinarka
- Miran Zupanič (*1961), scenarist in filmski režiser
- Niko Zupanič (Županič) (1876—1961), zgodovinar, arheolog, paleoetnolog/antropolog, politik, univ. profesor
- Saša Zupanič (*1969), bibliotekarka
- Zvonka Zupanič Slavec (*1958), zgodovinarka medicine, prof. MF